# 斯蒂芬妮·福斯特
斯蒂芬妮·福斯特（英語：Stephanie Foster，1958年9月2日—），新西兰女子赛艇运动员。她曾代表新西兰参加1986年英联邦运动会赛艇比赛，获得女子单人双桨和女子双人双桨金牌。